# 虹のレシピ
「虹のレシピ」（にじのレシピ）は、スキマスイッチの楽曲。2009年5月20日に通算11枚目のシングルとして発売された。

## 解説
- 10thシングル『マリンスノウ』から約1年10ヶ月ぶりのリリース。
- 当初は5月13日発売予定だったが、諸般の事情により5月20日に変更された。
- 初回生産限定盤・通常盤の2種同時発売。初回盤にはDVDが付属されている。また、ジャケットが通常盤とは異なる。
- 邦楽シングル新譜作品ではBlu-spec CDを採用した初めての作品で、このシングル以降、初回生産限定盤はBlu-spec CDでの発売となる。
- このシングルから14thシングル『さいごのひ』まで以下の構成となる。
  - 1.A面曲
  - 2.B面曲
  - 3.B面曲
  - 4.A面曲のカラオケバージョン(Backing Track)

## 収録曲
全作詞・作曲：スキマスイッチ
1. 虹のレシピ [7:40]
  - テレビ東京系「JAPAN COUNTDOWN」2009年5月度オープニングテーマ[2]
  - 岩手めんこいテレビ『BEATNIKS』オープニングテーマ[3]
  - 第2回「ホノルル・レインボー駅伝 (EKIDEN) 2014」オフィシャルイメージソング
  - 洋楽を意識して、敢えてサビで盛り上がらない構成となっている[4]。
  - 楽曲のテーマは「CDの作り方」[4]。
  - 後のインタビューで、前シングルの「マリンスノウ」までは分業制で楽曲制作を進めていたのに対し、本曲から2人で話し合って制作するスタイルが確立されたことを明かしており、常田は「思い出の1曲」として本曲を挙げている[5]。
2. 雫 [3:19]
  - NHK教育テレビアニメ『獣の奏者 エリン』オープニングテーマ[2]。
  - ソロ活動中の2008年夏に制作されていた曲[6]。ソロ活動中に制作した唯一の曲でもある[4]。
  - メロディーは15分で出来たとのことで、常田曰く「歴代最速で出来た楽曲」[4]。
  - 活動再開後、テレビ有線で流れたのは「虹のレシピ」よりも先であり、着うた（アニメサイズ）のダウンロードは発売前に始まっていた。
  - 2012年に実施された、5thアルバム『musium』までの楽曲を対象としたファン投票で12位となり、『DOUBLES BEST』に収録された。
  - 20周年記念のベストアルバム『POPMAN'S WORLD -Second-』のDisc2「TKY selection」に収録されている。大橋は「（アルバムのバランス的に）ハチロクの曲を入れたかった」と語っている[7]。
3. Aアングル [2:14]
  - ケータイドラマサイトDORAMO内ドラマ『8ミリメートル』挿入歌。
4. 虹のレシピ (backing track) [7:39]

## 初回特典DVD
1. 「虹のレシピ」ビデオクリップ
2. 「虹のレシピ」のレシピ
  - レコーディング〜「TOUR'09 "ダブルス"」迄の密着ドキュメント&ライブ映像3曲（全力少年、雫、虹のレシピ）他、約70分を超える映像を収録。

## 7inchアナログ盤
- 2009年にリリースした11thシングル「虹のレシピ」のアナログ盤。
- 自身が立ち上げたアナログ専門レーベル「KU-KAN RECORDS」からの第七弾リリース作品[8]。
- 完全限定盤。
- 33回転仕様。
- 「ボクノート / 猫になれ」「晴ときどき曇 / 石コロDays」との同時リリース。
- 2020年2月～9月にリリースされた全25タイトルの「特典引換券」を集めて送ることで7インチ収納BOXがプレゼントされる。

### 収録曲
全作詞・作曲：スキマスイッチ

#### SIDE A
1. 虹のレシピ

#### SIDE B
1. 雫

## ライブ映像作品
| 曲名       | 発売年 | 作品名                                                                                             |
| ---------- | ------ | -------------------------------------------------------------------------------------------------- |
| 虹のレシピ | 2009年 | SUKIMASWITCH TOUR'09 "DOUBLES" LIVE DVD                                                            |
| 虹のレシピ | 2010年 | Augusta Camp 2009〜Extra〜                                                                         |
| 虹のレシピ | 2010年 | スキマスイッチ TOUR 2010 "LAGRANGIAN POINT"THE MOVIE                                               |
| 虹のレシピ | 2014年 | スキマスイッチ 10th Anniversary Arena Tour 2013 “POPMAN'S WORLD”THE MOVIE                          |
| 虹のレシピ | 2015年 | sukimaswitch official fan club DELUXE FAN CLUB EVENT TOUR 「V.I.P. Vol.2」                         |
| 虹のレシピ | 2015年 | sukimaswitch official fan club DELUXE FAN CLUB EVENT TOUR 「V.I.P. Vol.3」                         |
| 虹のレシピ | 2019年 | SUKIMASWITCH 15th Anniversary Special at YOKOHAMA ARENA 〜Reversible〜 THE MOVIE                   |
| 雫         | 2009年 | SUKIMASWITCH TOUR'09 "DOUBLES" LIVE DVD                                                            |
| 雫         | 2010年 | Augusta Camp 2009〜Extra〜                                                                         |
| 雫         | 2010年 | スキマスイッチ TOUR 2010 "LAGRANGIAN POINT"THE MOVIE                                               |
| 雫         | 2011年 | Augusta Camp 2011〜Collaborations〜                                                                |
| 雫         | 2012年 | LOVE & LIVE LETTER                                                                                 |
| 雫         | 2013年 | スキマスイッチ TOUR 2012-2013“DOUBLES ALL JAPAN”THE MOVIE                                          |
| 雫         | 2021年 | スキマスイッチ2021ライブ&ドキュメンタリーfor DELUXE                                                |
| 雫         | 2022年 | Augusta Camp 2021                                                                                  |
| 雫         | 2023年 | 「スキマスイッチ “Live Full Course 2022” 〜 20年分のライブヒストリー 〜」（2022.12.22 日本武道館） |
| 雫         | 2024年 | Augusta Camp 2023 〜SUKIMASWITCH 20th Anniversary〜                                                |
| 雫         | 2025年 | スキマスイッチ TOUR 2024-2025 “A museMentally” THE MOVIE                                           |
| Aアングル  | 2010年 | スキマスイッチ TOUR 2010 "LAGRANGIAN POINT"THE MOVIE                                               |

## 収録アルバム
| 曲名       | 発売年 | 作品名                                           | 分類         |
| ---------- | ------ | ------------------------------------------------ | ------------ |
| 虹のレシピ | 2009年 | ナユタとフカシギ                                 | オリジナル   |
| 虹のレシピ | 2010年 | スキマスイッチ TOUR 2010 "LAGRANGIAN POINT"      | ライブ       |
| 虹のレシピ | 2011年 | iTunes LIVE                                      | 配信・ライブ |
| 虹のレシピ | 2013年 | POPMAN'S WORLD〜All Time Best 2003-2013〜        | ベスト       |
| 虹のレシピ | 2021年 | SUKIMASWITCH Anime Songs                         | プレイリスト |
| 雫         | 2009年 | ナユタとフカシギ                                 | オリジナル   |
| 雫         | 2010年 | スキマスイッチ TOUR 2010 "LAGRANGIAN POINT"      | ライブ       |
| 雫         | 2012年 | DOUBLES BEST                                     | ベスト       |
| 雫         | 2013年 | POPMAN'S WORLD〜All Time Best 2003-2013〜        | ベスト       |
| 雫         | 2013年 | スキマスイッチ TOUR 2012-2013“DOUBLES ALL JAPAN” | ライブ       |
| 雫         | 2016年 | POPMAN'S ANOTHER WORLD                           | ベスト       |
| 雫         | 2021年 | SUKIMASWITCH Anime Songs                         | プレイリスト |
| 雫         | 2023年 | POPMAN'S WORLD -Second-                          | ベスト       |
| 雫         | 2025年 | スキマスイッチ TOUR 2024-2025 “A museMentally”   | ライブ       |
| Aアングル  | 2010年 | スキマスイッチ TOUR 2010 "LAGRANGIAN POINT"      | ライブ       |
| Aアングル  | 2016年 | POPMAN'S ANOTHER WORLD                           | ベスト       |

## カバー
雫
- 元ちとせ (2010年8月4日、カバーアルバム『Orient』収録)
- 吉岡亜衣加 (2015年2月11日、アルバム『泣けるアニソン～with you～』収録)